# Harpactea kulczynskii
Harpactea kulczynskii là một loài nhện trong họ Dysderidae.
Loài này thuộc chi Harpactea. Harpactea kulczynskii được miêu tả năm 1976 bởi Brignoli.